# Les Habitants (film, 2016)
Pour les articles homonymes, voir Les Habitants.
Pour plus de détails, voir Fiche technique et Distribution.
Les Habitants est un documentaire français réalisé par Raymond Depardon, sorti en 2016.

## Dispositif
Après les attentats de janvier 2015 à Paris, Raymond Depardon déclare « Il fallait partir filmer en France ». Avec une caravane, il sillonne les routes de campagnes. Il s'arrête devant un lieu (habitation, commerce, place), il propose à des passants de continuer leur conversation dans la caravane, filmés. 
90 couples furent filmés dans les villes de Bar-le-Duc, Bayonne, Cherbourg, Calais, Castres, Charleville-Mézières, Fréjus, Morlaix, Nice, Saintes, Saint-Étienne, Saint-Nazaire, Sète, Tarbes et Villeneuve-Saint-Georges.
En parallèle, un livre de photographies et de dialogues, Les Habitants (Seuil), est édité en reprenant le principe du documentaire,.

## Fiche technique
- Titre français : Les Habitants
- Réalisation : Raymond Depardon
- Image : Raymond Depardon
- Musique : Alexandre Desplat
- Pays d'origine :  France
- Format : couleur - 35 mm
- Genre : documentaire
- Durée : 84 minutes
- Date de sortie : 27 avril 2016